# Herman Schlytern
Frans Herman Schlytern, född 29 december 1843 i Stockholm, död 7 augusti 1934, svensk ämbetsman och generaldirektör.
Schlytern var byråchef i Generalpoststyrelsen 1878–1908 och dess tillförordnade generaldirektör 1896–1902.